# Вилијам Мекинс
Дерил Вилијам Мекинс (енгл. Darryl William McInnes; 10. септембар 1963) аустралијски је филмски, позоришни и телевизијски глумац.
Мекинс је најпознатији по улози др. Роја Пенроуза у серији Морнарички истражитељи: Сиднеј.